# 長春州
长春州，辽朝的州。
辽圣宗重熙八年（1039年），设置长春州，建韶阳军。简称春州，治所在长春县（今吉林省乾安县北）。包括今吉林省查干湖附近的嫩江、松花江以西和洮儿河下游。东北的鸭子河泺为辽国春季捺钵。金朝海陵王天德二年（1150年），废除长春州。